# Serumlangsamagglutination
Die Serumlangsamagglutination (SLA) ist ein serologisches Verfahren zum Nachweis von Antikörpern im Blutserum und damit zum indirekten Nachweis einer Infektion. Sie wird gegenwärtig vor allem zum Nachweis von Brucellosen und Rotz gemäß der amtlichen Methodensammlung des Friedrich-Loeffler-Instituts verwendet. 
Zur Durchführung wird eine Verdünnungsreihe der zu untersuchenden Serumprobe hergestellt, eine Antigen-Verdünnung hinzugefügt und der Ansatz 18 bis 24 Stunden in einer feuchten Kammer bei 37 °C bebrütet. Als Kontrollen dienen ein negatives Kontrollserum, ein Serum mit definiertem Antikörpertiter und eine Antigenkontrolle. Ein positives Ergebnis liegt vor, wenn sich eine Verklumpung (Agglutination) in Form eines gleichmäßig verteilten Bodensatzes bildet. Ein negatives Ergebnis zeigt sich als Knopfbildung des Antigens. Das positive Kontrollserum muss eine Reaktion gemäß dem definierten Titer zeigen und dient als Vergleichsbasis zur Bestimmung des Titers in der untersuchten Probe. Im negativen Kontrollserum und in der Antigenkontrolle muss eine eindeutige Knopfbildung erkennbar sein.